# André Luguet
André Luguet (Fontenay-sous-Bois, Sena, 15 de maig de 1892 – Canes, Alps Marítims, 24 de maig de 1979) va ser un actor, director de cinema i escenògraf francès.

## Biografia

### Joventut i estudis
André Luguet va néixer el 15 de maig de 1892 a Fontenay-sous-Bois (Sena), de Maurice Allioux-Luguet dit Maurice Luguet (1857-1934), director de l'Alhambra de Brussel·les, i de la còmica Albertine Augustine Lainé (1865-1901), pensionista de la Comédie-Française. Ell també va tenir vocació d'actuar molt aviat. Va estudiar a França i Gran Bretanya. Parlava anglès amb fluïdesa, va debutar en un teatre de Londres i va continuar la seva formació al Conservatori de París.
Durant la Primera Guerra Mundial, va servir a la Força Aèria, sobretot volant un Caudron G.3.

### Carrera

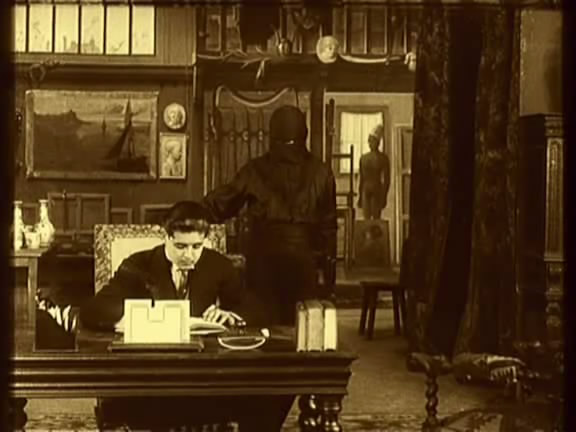
André Luguet a Le Mort qui tue (1913) de Louis Feuillade.

La carrera cinematogràfica d'André Luguet va començar l'any 1909: va aparèixer en pel·lícules de Léonce Perret (L'Âme du violon) o de Louis Feuillade (sèrie de Fantômas). S'especialitza en papers de jove primer ple d'humor i casualitat. El seu encant va fer que fos descobert pels estudis d'Hollywood. Pel que fa al teatre, es va unir a la Comédie-Française el 1925, de la qual es va fer membre el 1927. Però no es va adaptar bé al funcionament de la institució, va dimitir el 1929 per crear L'Ennemie d'André-Paul Antoine al teatre Antoine.
Jacques Feyder el va dirigir el 1930 a Le Spectre vert i el 1931 al seu primer film sonor Si l'empereur savait ça. André Luguet gira a un ritme constant, de vegades a MGM, de vegades a Warner Bros., en produccions americanes o remakes adaptats per europeus com Parlor, Bedroom and Bath, codirigida per Claude Autant-Lara, o The Easiest Way d'Arthur Robison.
De tornada a França, va retratar molts personatges en la tradició del teatre del bulevard que li va assegurar l'estatus d'estrella, sobretot interpretant a Bourrachon de René Guissart el 1935 i  'Les Amants terribles de Marc Allégret el 1936
Sota l'Ocupació, André Luguet interpreta personatges seductors amb temples grisos (Le Mariage de chiffon de Claude Autant-Lara el 1941). Després de la Segona Guerra Mundial, es va trobar relegat a un segon pla; el seu estil anglès, tanmateix, el va portar a encarnar el Major Thompson, un personatge imaginat per Pierre Daninos, el 1955.
Confinat al final de la seva carrera als papers de « madurs atractius », com a Une Parísienne (1957) de Michel Boisrond, Les arrels del cel (1958) de John Huston i Sacrée Jeunesse (1958) d'André Berthomieu, va trobar papers al teatre que li agradaven, sobretot amb André Roussin a Les Œufs de l'autruche, Lorsque l'enfant paraît i On ne sait jamais. També és autor de diverses obres de teatre.
André Luguet es va retirar als anys 70. La seva darrera aparició va ser a Les Rois maudits (1972), minisèrie de Claude Barma. Es va instal·lar a la Costa Blava on va morir el 24 de maig de 1979, als 87 ans. Fou sebollit al cementiri antic de Canha de Mar.

### Vida privada
André Luguet es va casar el 18 de juny de 1920 al 3r districte de París amb Yvette-Renée Hénin (1895-1944), amb qui va tenir dos fills : Rosine (1921-1981), també actriu, i Pierre (1923-1971).
Vidu, es va casar en segones noces amb Yvonne-Maxime Karsenty el 30 de novembre de 1945 a Parmain (Seine-et-Oise).

## Teatre

### Comédie-Française
Va entrar a la Comédie-Française el 1925 ; nomenat 373è societari el 1927 ; va sortir el 1929.
- 1925 : La Nuit des amants de Maurice Rostand
- 1925 : Robert et Marianne de Paul Géraldy
- 1926 : Le Cœur partagé de Lucien Besnard
- 1928 : Le Métier d'amant d'Edmond Sée

### Fora de Comédie-Française
- 1919 : Souris d'hôtel de Marcel Gerbidon, théâtre Femina
- 1920 : Une faible femme de Jacques Deval, théâtre Femina
- 1921 : La Tendresse d'Henry Bataille, théâtre du Vaudeville
- 1922 : La Belle Angevine de Maurice Donnay i André Rivoire, théâtre des Variétés
- 1922 : L'Homme du soir de Rip, théâtre des Capucines
- 1922 : Simone est comme ça d'Yves Mirande i Alex Madis, théâtre des Capucines
- 1923 : Les Vignes du Seigneur de Robert de Flers i Francis de Croisset, théâtre du Gymnase
- 1923 : Madame, opereta d'Albert Willemetz, música de Henri Christiné, théâtre Daunou
- 1924 : Si je voulais… de Paul Géraldy i Robert Spitzer, théâtre du Gymnase
- 1929 : L'Ennemie d'André-Paul Antoine, posada en escena René Rocher, théâtre Antoine
- 1932 : Trois et une de Denys Amiel, posada en escena Jacques Baumer, théâtre Saint-Georges
- 1934 : L'École des contribuables de Louis Verneuil i Georges Berr, théâtre Marigny
- 1934 : Les Amants terribles de Noël Coward, posada en escena Jean Wall, théâtre Michel
- 1935 : Quand jouons-nous la comédie ? de Sacha Guitry, théâtre de París
- 1936 : Trois...Six...Neuf... de Michel Duran, posada en escena Jean Wall, théâtre Michel
- 1936 : Le Pélican ou Une étrange famille de Francis de Croisset d'après Somerset Maugham, théâtre des Ambassadeurs
- 1939 : Entre nous revue de Rip, théâtre des Nouveautés
- 1939 : Histoire de rire d'Armand Salacrou, théâtre de la Madeleine
- 1941 : Échec à Don Juan de Claude-André Puget, posada en escena Alice Cocéa, théâtre des Ambassadeurs
- 1945 : La Patronne d'André Luguet, théâtre des Nouveautés puis théâtre des Célestins en 1947
- 1948 : Les Mains sales de Jean-Paul Sartre, posada en escena Pierre Valde, théâtre Antoine després théâtre des Célestins en 1949
- 1950 : Les Œufs de l'autruche d'André Roussin, posada en escena Pierre Fresnay, théâtre des Célestins
- 1950 : La mariée est trop belle de Michel Duran, posada en escena de l'auteur, théâtre Saint-Georges
- 1951 : La Seconde de Colette, posada en escena Jean Wall, théâtre de la Madeleine
- 1951 : Lorsque l'enfant paraît d’André Roussin, posada en escena Louis Ducreux, théâtre de l’Île-de-France després théâtre des Nouveautés
- 1954 : L'homme qui était venu pour dîner d'après George S. Kaufman i Moss Hart, posada en escena Fernand Ledoux, théâtre Antoine
- 1954 : La main passe de Georges Feydeau, posada en escena Jean Meyer, théâtre Antoine
- 1955 : Affaire vous concernant de Jean-Pierre Conty, posada en escena Pierre Valde, théâtre des Célestins
- 1956 : Le Miroir d'Armand Salacrou, posada en escena Henri Rollan, théâtre des Ambassadeurs
- 1957 : L'École des cocottes de Paul Armont i Marcel Gerbidon, posada en escena Jacques Charon, théâtre des Célestins
- 1959 : Mon père avait raison de Sacha Guitry, posada en escena André Roussin, théâtre de la Madeleine
- 1959 : La Collection Dressen de Harry Kurnitz, adaptation Marc-Gilbert Sauvajon, posada en escena Jean Wall, théâtre de la Madeleine puis théâtre des Célestins en 1960
- 1961 : La Saint-Honoré de Robert Nahmias, posada en escena Guy Lauzin, théâtre des Nouveautés
- 1962 : Mic-mac de Jean Meyer, posada en escena de l'autor, théâtre du Palais-Royal puis théâtre Daunou
- 1964 : Comment réussir dans les affaires sans vraiment se fatiguer segons Frank Loesser i Abe Burrows, posada en escena Pierre Mondy, théâtre de París
- 1965 : Lorsque l'enfant paraît d'André Roussin, posada en escena de l'autor, théâtre des Célestins puis théâtre Saint-Georges en 1967
- 1970 : On ne sait jamais d'André Roussin, posada en escena de l'autor, théâtre des Célestins

## Filmografia

### Cinema

#### Cinema mut
- 1909 : La Fille du contrebandier de Georges Le Faure
- 1911 : L'Âme du violon de Léonce Perret
- 1911 : On ne joue pas avec le cœur de Léonce Perret : Pierre Morin
- 1911 : La Fille du margrave de Léonce Perret
- 1911 : Comment on les garde de Léonce Perret : Lède
- 1911 : Comment on les prend de Léonce Perret : Georges Desclos
- 1911 : Irma et le Cor
- 1911 : Les Béquilles de Léonce Perret : l'acteur
- 1911 : La Demoiselle du notaire de Louis Feuillade
- 1911 : Le Mariage de Zanetto de Léonce Perret : Zanetto
- 1912 : Les Blouses blanches de Léonce Perret
- 1912 : La Chrysalide
- 1912 : La Faute de Madame Pinchard
- 1912 : Sérénade méritée
- 1912 : Stratagème
- 1912 : Les Surprises de l'amour
- 1912 : Le Délire de la belle maman
- 1912 : La Gloire et la douleur de Ludwig van Beethoven de Georges-André Lacroix
- 1912 : La Perle égarée de Henri Fescourt
- 1912 : La Conversion d'Irma de Louis Feuillade
- 1912 : Androclès de Louis Feuillade
- 1912 : L'Espalier de la marquise de Léonce Perret
- 1912 : Les Cloches de Pâques de Louis Feuillade : Sandrino Riccardi
- 1912 : Jeune fille moderne de Louis Feuillade
- 1912 : La Leçon d'amour de Louis Feuillade
- 1912 : Marquisette et Troubadour de Léonce Perret
- 1912 : Nanine, femme d'artiste de Léonce Perret
- 1912 : Notre premier amour de Léonce Perret
- 1913 : Bagnes d'enfants de Émile Chautard
- 1913 : Le Ménestrel de la reine Anne de Louis Feuillade
- 1913 : La Robe blanche de Louis Feuillade : le fils
- 1913 : Fantomas : À l'ombre de la guillotine de Louis Feuillade
- 1913 : Juve contre Fantômas de Louis Feuillade
- 1913 : Le Mort qui tue de Louis Feuillade : Jacques Dollon
- 1913 : Le Coup de foudre
- 1913 : Léonce à la campagne de Léonce Perret : un invité
- 1913 : Léonce et Toto de Léonce Perret : le promeneur
- 1914 : Peine d'amour de Henri Fescourt
- 1914 : Manon de Montmartre de Louis Feuillade
- 1914 : Fantômas contre Fantômas de Louis Feuillade
- 1914 : Le Faux Magistrat de Louis Feuillade
- 1915 : France d'abord de Henri Pouctal
- 1917 : Les Vieilles Femmes de l'hospice de Jacques Feyder
- 1920 : Les Cinq Gentlemen maudits de Luitz-Morat : Le Guérantec
- 1921 : Le Talion de Charles Maudru
- 1921 : L'Empereur des pauvres de René Leprince
- 1922 : L'Écran brisé de René d'Auchy
- 1923 : Soirée mondaine de Pierre Colombier : Gaëtan de Bernières
- 1923 : Métamorphose de Tony Lekain[4]
- 1923 : Le Fils prodige de Tony Lekain[4]
- 1923 : On demande un mannequin de Tony Lekain[4]
- 1926 : Pour régner de André Luguet
- 1927 : La Revue des revues de Alex Nalpas i Joe Francis : Georges Barsac
- 1929 : La Voix de sa maîtresse de Roger Goupillières (curtmetratge)

#### Anys 1930
- 1930 : Le Spectre vert de Jacques Feyder : Lord Montague
- 1930 : Si l'empereur savait ça de Jacques Feyder : le capitaine Kovacs
- 1930 : Le Père célibataire d'Arthur Robison
- 1930 : Monsieur le Fox d'André Luguet i Hal Roach : Louis Le Boy
- 1931 : Parlor, Bedroom and Bath d'Edward Brophy i Claude Autant-Lara
- 1931 : Cœur de lilas d'Anatole Litvak : l'inspecteur André Lucot
- 1931 : The Easiest Way d'Arthur Robison : M. Broekton, le patron
- 1931 : L'Amour à l'américaine de Claude Heymann : Gilbert Latour
- 1931 : The Mad Genius de Michael Curtiz : le comte Robert Renaud
- 1931 : Gloria d'Yvan Noé i Hans Behrendt : Pierre Latour, l'aviador
- 1932 : Le Bluffeur d'André Luguet it Henry Blanke : Gar Evans - també guionista
- 1932 : Jewel Robbery de William Dieterle : le comte André
- 1932 : The Man who played God de John G. Adolfi
- 1932 : Jenny Lind d'Arthur Robison : Paul Brandt
- 1932 : Love Is a Racket de William A. Wellman : Max Boncour
- 1932 : La Poule de René Guissart : Frédéric Chapuis
- 1932 : Une faible femme de Max de Vaucorbeil : Henri Fournier
- 1933 : Matricule 33 de Karl Anton : André Cartaud / François Villard
- 1933 : Il était une fois de Léonce Perret : Patrick
- 1934 : Le Monde où l'on s'ennuie de Jean de Marguenat : Roger de Cérau
- 1934 : Le Rosaire de Gaston Ravel i Tony Lekain : Gérard Delaval
- 1934 : Jeanne de Victor Tourjanski : André Savignolli
- 1935 : Bourrachon de René Guissart
- 1935 : Samson de Maurice Tourneur : Jérôme « Jessie » Le Govain
- 1936 : Les Amants terribles de Marc Allégret : Daniel Fournier
- 1936 : À nous deux, madame la vie d'Yves Mirande et René Guissart : Jean
- 1937 : L'Escadrille de la chance de Max de Vaucorbeil : Harry
- 1937 : La Dame de pique de Fedor Ozep : Iretski
- 1937 : Êtes-vous jalouse ? de Henri Chomette : Lucien Moreuil
- 1938 : Alexis gentleman chauffeur de Max de Vaucorbeil : Alexis de Saint-Grisol - également scénariste et dialoguiste
- 1938 : La Vie des artistes de Bernard Roland
- 1938 : L'Avion de minuit de Dimitri Kirsanoff
- 1939 : Tempête de Dominique Bernard-Deschamps : Pierre Desmarets
- 1939 : Battement de cœur d'Henri Decoin : le comte d'Argay, l'ambaixador
- 1939 : Jeunes Filles en détresse de Georg Wilhelm Pabst : maître Jacques Presles

#### Anys 1940
- 1940 : Le Collier de chanvre de Léon Mathot : Anthony Gethryn
- 1941 : Boléro de Jean Boyer : Rémi
- 1941 : Le Mariage de Chiffon de Claude Autant-Lara : el duc d'Aubières
- 1941 : Le Dernier des six de Georges Lacombe : Santerre
- 1942 : Mademoiselle Béatrice de Max de Vaucorbeil : Hubert de Sainte-Croix
- 1942 : L'Inévitable Monsieur Dubois de Pierre Billon : Claude Orly
- 1942 : Signé illisible de Christian Chamborant : Carlier
- 1942 : L'Honorable Catherine de Marcel L'Herbier : Pierre Morland
- 1942 : La Femme que j'ai le plus aimée de Robert Vernay : l'advocat
- 1943 : L'Homme qui vendit son âme de Jean-Paul Paulin : Martial
- 1943 : Arlette et l'Amour de Robert Vernay : le comte Raoul de Tremblay-Matour
- 1944 : Mademoiselle X de Pierre Billon : Dominique Sigard
- 1944 : Farandole de André Zwobada : le banquier
- 1944 : Florence est folle de Georges Lacombe : Jérôme Benoîst
- 1946 : Au petit bonheur  de Marcel L'Herbier : Alain Plessis
- 1946 : Six heures à perdre de Alex Joffé : le voyageur et le président Léopold de Witt
- 1947 : Une jeune fille savait de Maurice Lehmann : Bernard Levaison
- 1947 : L'aventure commence demain de Richard Pottier : M. Bentley et Maxime Delcroix
- 1948 : Bonheur en location de Jean Wall : Gérard de Saint-Aignan
- 1948 : Tous les deux de Louis Cuny : Jean Defert
- 1949 : La Patronne de Robert Dhéry

#### Anys 1950
- 1951 : Nous irons à Monte-Carlo de Jean Boyer : M. Chatenay-Maillard
- 1953 : Le Père de Mademoiselle de Marcel L'Herbier i Robert-Paul Dagan : M. Marinier
- 1953 : Les Amoureux de Marianne de Jean Stelli : M. Duboutois
- 1954 : Madame du Barry de Christian-Jaque : le roi Louis XV
- 1954 : Les Deux Orphelines (Le due orfanelle) de Giacomo Gentilomo : le comte de Lignières
- 1955 : Les Carnets du major Thompson de Preston Sturges : M. Fusilklard
- 1956 : Lorsque l'enfant paraît de Michel Boisrond : Charles Fouquet
- 1956 : C'est arrivé à Aden de Michel Boisrond : le Gouverneur
- 1957 : Mimi Pinson de Robert Darène : M. Stevenson
- 1957 : Méfiez-vous fillettes d'Yves Allégret : Spade
- 1957 : Une Parísienne de Michel Boisrond : Alcide Laurier
- 1958 : Faibles Femmes de Michel Boisrond : M. Ferral, le père de Julien
- 1958 : Sacrée Jeunesse d'André Berthomieu : Thomas Longué
- 1958 : Les arrels del cel (The Roots of Heaven) de John Huston : le gouverneur
- 1959 : Suspense au Deuxième Bureau de Christian de Saint-Maurice : le chef du Deuxième Bureau

#### Anys 1960
- 1960 : Comment qu'elle est ? de Bernard Borderie
- 1960 : Callaghan remet ça de Willy Rozier
- 1961 : Paris Blues de Martin Ritt : René Bernard
- 1962 : Love Is a Ball de David Swift : Maurice Zoltan
- 1963 : Une ravissante idiote d'Édouard Molinaro : Sir Réginald Dumfrey
- 1964 : Un monsieur de compagnie de Philippe de Broca : le grand-père
- 1964 : Comment épouser un premier ministre de Michel Boisrond : le premier ministre
- 1964 : L'Enfer d'Henri-Georges Clouzot (inacabada) : Duhamel
- 1965 : La Seconde Vérité de Christian-Jaque
- 1965 : Pleins feux sur Stanislas de Jean-Charles Dudrumet : le colonel de Sailly
- 1968 : La presonera d'Henri-Georges Clouzot - apparition
- 1969 : La Maison de campagne de Jean Girault : le baron de Bocquigny

### Televisió
- 1961 : L'Alibi d'Albi de Jean Vernier
- 1962 : Les Célibataires de Jean Prat
- 1967 : Le Jeu de l'amour et du hasard de Marivaux, réalisation Marcel Bluwal : M. Orgon
- 1967 : Au théâtre ce soir : Lorsque l'enfant paraît d'André Roussin, posada en escena de l'auteur, réalisation Pierre Sabbagh, théâtre Marigny
- 1968 : Cinq jours d'automne de Pierre Badel
- 1970 : Le Lys dans la vallée de Marcel Cravenne
- 1970 : Ne vous fâchez pas, Imogène ! de Lazare Iglésis
- 1971 : Au théâtre ce soir : La Collection Dressen de Harry Kurnitz, adaptació Marc-Gilbert Sauvajon, posada en escena Jacques-Henri Duval, direcció Pierre Sabbagh, théâtre Marigny
- 1971 : Robert Macaire, telefilm de Pierre Bureau : le baron
- 1972 : Les Rois maudits, feuilleton de Claude Barma : Hugues de Bouville